# Junge Welt-Pokal 1961
Der Junge Welt-Pokal 1961 war die 13. Auflage des höchsten Fußball-Pokalwettbewerbs der Altersklasse 16–18 auf dem Gebiet der DDR, der vom Zentralrat der FDJ in Verbindung mit dem Jugendausschuss der Sektion Fußball der DDR veranstaltet und durchgeführt wurde. Er begann am 16. April 1961 mit der Qualifikation und endete am 4. Juni 1961 mit dem Finale beim Endrundenturnier in Bernburg. Den Pokalsieg errang die Mannschaft vom TSC Oberschöneweide nach einem 3:1-Finalsieg über den SC Motor Karl-Marx-Stadt.

## Teilnehmende Mannschaften
Am Junge Welt-Pokal der Junioren (A-Jugend) für die Altersklasse (AK) 16–18 nahmen neben dem Pokalverteidiger, die Pokalsieger aus Ost-Berlin und den 14 Bezirken auf dem Gebiet der DDR teil. Spielberechtigt waren Spieler bis zum 18. Lebensjahr (Stichtag: 1. September 1942 bis 31. August 1944).
Folgende Mannschaften nahmen am Junge Welt-Pokal teil:
| - Bezirk Rostock BSG Motor Stralsund - Bezirk Schwerin BSG Fortschritt Neustadt-Glewe - Bezirk Neubrandenburg BSG Turbine Neubrandenburg - Bezirk Potsdam BSG Motor Hennigsdorf - Ost-Berlin TSC Oberschöneweide | - Bezirk Frankfurt (Oder) BSG Traktor Rehfelde - Bezirk Magdeburg SC Aufbau Magdeburg - Bezirk Halle BSG Chemie Bernburg - Bezirk Leipzig SC Rotation Leipzig - Bezirk Cottbus BSG Aktivist BKK Lauchhammer | - Bezirk Dresden BSG Aufbau Meißen - Bezirk Karl-Marx-Stadt SC Motor Karl-Marx-Stadt - Bezirk Erfurt SC Turbine Erfurt - Bezirk Gera BSG Motor Hermsdorf - Bezirk Suhl BSG Motor Steinach |
| SC Lokomotive Leipzig (Pokalverteidiger) | | |

## Qualifikation

### Modus
Die Qualifikation wurde im K.-o.-System ausgetragen und es wurde versucht, in 80 Minuten einen Gewinner auszuspielen. War danach kein Sieger gefunden, wurde ein Wiederholungsspiel mit getauschtem Heimrecht angesetzt. Wurde auch hier kein Sieger ermittelt, entschied das Los. Die Sieger der 2. Hauptrunde qualifizierten sich für das Endrundenturnier.

### 1. Hauptrunde
| Datum                   |                            | Ergebnis |                                |
| ----------------------- | -------------------------- | -------- | ------------------------------ |
| So 16. April, 14:00 Uhr | BSG Turbine Neubrandenburg | 1:1      | BSG Fortschritt Neustadt-Glewe |
| So 16. April, 14:00 Uhr | BSG Traktor Rehfelde       | 1:5      | TSC Oberschöneweide            |
| So 16. April, 14:00 Uhr | BSG Motor Stralsund        | 3:0      | BSG Motor Hennigsdorf          |
| So 16. April, 14:00 Uhr | BSG Chemie Bernburg        | 0:2      | SC Turbine Erfurt              |
| So 16. April, 14:00 Uhr | BSG Motor Steinach         | 1:2      | SC Aufbau Magdeburg            |
| So 16. April, 14:00 Uhr | BSG Motor Hermsdorf        | 0:1      | SC Rotation Leipzig            |
| So 16. April, 14:00 Uhr | SC Motor Karl-Marx-Stadt   | :        | BSG Aufbau Meißen              |
| So 16. April, 14:00 Uhr | SC Lokomotive Leipzig      | :        | BSG Aktivist BKK Lauchhammer   |

 Wiederholungsspiel 
| Datum                   |                                | Ergebnis |                            |
| ----------------------- | ------------------------------ | -------- | -------------------------- |
| So 23. April, 14:00 Uhr | BSG Fortschritt Neustadt-Glewe | :        | BSG Turbine Neubrandenburg |

### 2. Hauptrunde
| Datum                 |                                | Ergebnis |                          |
| --------------------- | ------------------------------ | -------- | ------------------------ |
| So 07. Mai, 14:00 Uhr | SC Rotation Leipzig            | 2:1      | SC Aufbau Magdeburg      |
| So 07. Mai, 14:00 Uhr | BSG Fortschritt Neustadt-Glewe | 1:6      | SC Lokomotive Leipzig    |
| So 07. Mai, 14:00 Uhr | TSC Oberschöneweide            | 4:0      | BSG Motor Stralsund      |
| So 07. Mai, 14:00 Uhr | SC Turbine Erfurt              | 1:1      | SC Motor Karl-Marx-Stadt |

 Wiederholungsspiel 
| Datum                 |                          | Ergebnis |                   |
| --------------------- | ------------------------ | -------- | ----------------- |
| So 14. Mai, 14:00 Uhr | SC Motor Karl-Marx-Stadt | 5:1      | SC Turbine Erfurt |

## Endrundenturnier
Das Endrundenturnier fand vom 3. bis 4. Juni in Bernburg und Köthen (Bezirk Halle) statt.

### Halbfinale
Die Halbfinalspiele wurden in Köthen ausgetragen.
| Datum                  |                     | Ergebnis |                          |
| ---------------------- | ------------------- | -------- | ------------------------ |
| Sa 03. Juni, 15:30 Uhr | SC Rotation Leipzig | 1:2      | SC Motor Karl-Marx-Stadt |
| Sa 03. Juni, 17:00 Uhr | TSC Oberschöneweide | 3:1      | SC Lokomotive Leipzig    |

### Spiel um Platz 3
Das Spiel um Platz 3 fand in Bernburg statt. 
| Datum                  |                     | Ergebnis |                       |
| ---------------------- | ------------------- | -------- | --------------------- |
| So 04. Juni, 15:00 Uhr | SC Rotation Leipzig | 3:2      | SC Lokomotive Leipzig |

### Finale
| Paarung                  | SC Motor Karl-Marx-Stadt – TSC Oberschöneweide |
| Ergebnis                 | 1:3 (1:3) |
| Datum                    | Sonntag, 4. Juni 1961 um 16:30 Uhr |
| Stadion                  | Askania-Sportplatz, Bernburg |
| Schiedsrichter           | Werner Richter (Merseburg) |
| Tore                     | 1:0 Rentzsch (25.) 1:1 Voigt (28.) 1:2 Meyer (29.) 1:3 Thymian (30.) |
| SC Motor Karl-Marx-Stadt | Märtz, Fritz Feister, Hartmut Rentzsch, Eberhard Vogel Cheftrainer: Fritz Steinert |
| TSC Oberschöneweide      | Schergel – Wolfgang Wruck, Uwe Baade, Bernd Hannecke – Wasielewski, Tesch – Norbert Meyer, Bernd Quedenfeld (28. Rudnik), Hauke, Detlef Thymian, Voigt Cheftrainer: Werner Schwenzfeier |